# Horten-Hauptverwaltungsgebäude

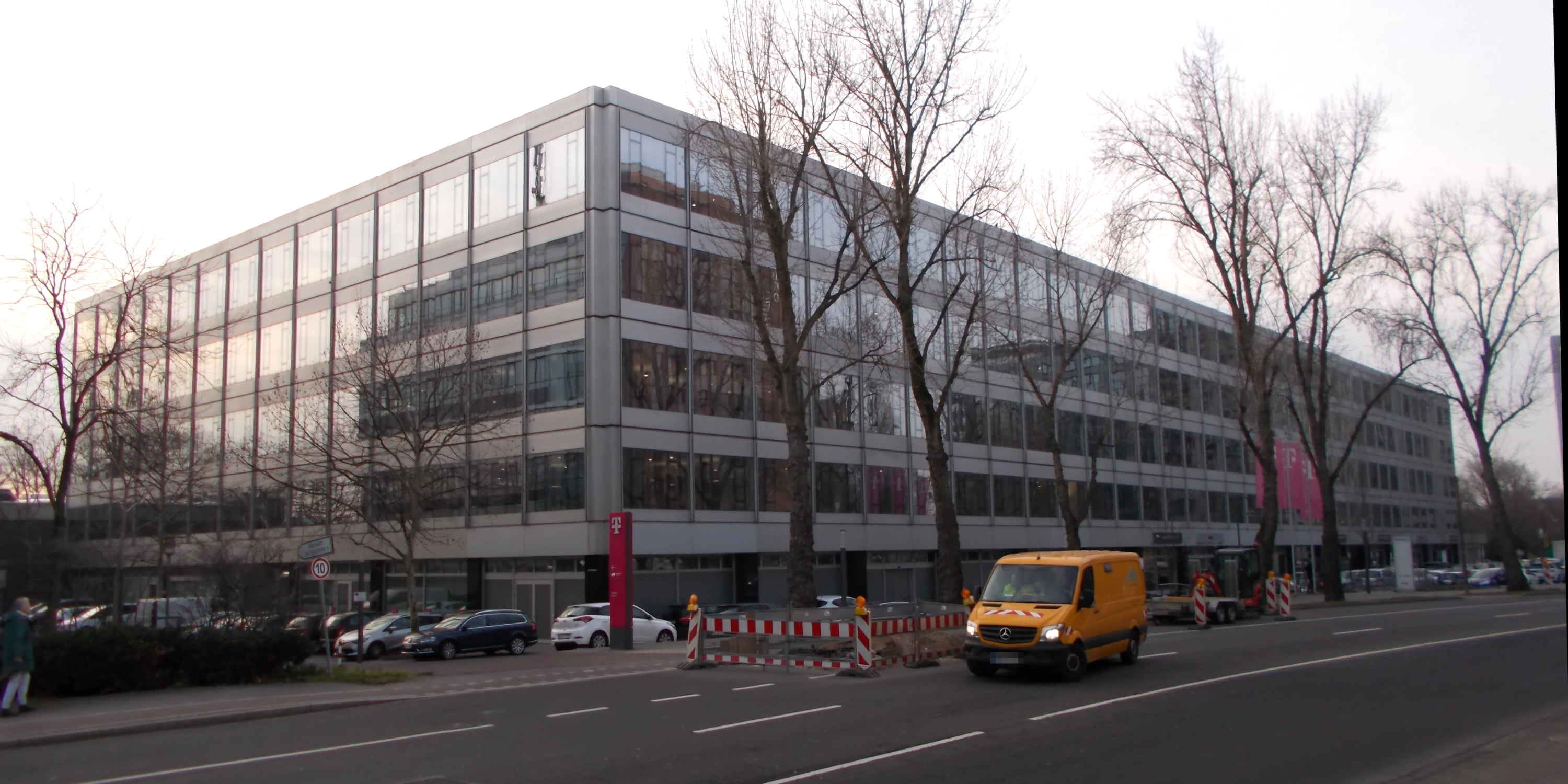

Das Horten-Hauptverwaltungsgebäude befindet sich Am Seestern 3 in Düsseldorf-Lörick. Es wurde 1960/1961 nach Entwürfen des Architekten Helmut Rhode „nach amerikanischem Vorbild“ erbaut und gilt als Vorreiter in der Architektur des Bürobaus: „Erstes in Deutschland als reines Großraumbüro realisiertes Gebäude“.
Der Gebäudekomplex besteht aus einem dreigeschossigen, langgestreckten Baukörper (Lager- und Verwaltungsbau) mit zwei Lichthöfen und einem zweigeschossigen Baukörper (Bürobau für die Geschäftsleitung). Eine Brücke im ersten Obergeschoss verbindet beide Bauten miteinander. Die Gebäude bestehen aus einer Stahlbetonkonstruktion mit einem Rastermodul von 7,5 m × 7,5 m und einer vorgehängten Aluminium-Glas-Fassade mit Sprossenabstand von 3,5 m.